# La loba herida
La loba herida és una telenovel·la coproduïda entre Veneçuela i Espanya per la productora Marte Televisión i l'emissora Telecinco i transmesa per Venevisión i l'esmentada Telecinco l'any 1992.
Protagonitzada per Mariela Alcalá, Carlos Montilla i Astrid Carolina Herrera i amb la participació antagònica de Julie Restifo.

## Sinopsi
La telenovel·la La loba herida transcorre en una Veneçuela apassionada, on la jove Roxana Soler creix convertint-se en una bella dona, la vida de la qual estarà plena d'aventures i tragèdies.
La història es desenvolupa entre passió, avarícia, enganys, complots i mort. Quan el seu oncle intenta violar-la tenint ella només 17 anys, Roxana misteriosament busca refugi als braços de l'insípid Martín Guzmán. Però Martín és també l'amant de l'acabalada dona de negocis Eva Rudell, qui intenta matar Roxana.
Encara que Roxana escapa de la terrible venjança d'Eva, les seves vides es veuen entrellaçades per sempre. Daniel i Macuto Algarbe, dos germans macos, també canvien la vida de Roxana, un d'ells casant-se amb ella, i l'altre per ser el seu veritable amor. Però ells, igualment, es converteixen en víctimes dels plans d'Eva. En un ambient de crim i aires revolucionaris, Roxana lluita per escapar de l'historial sagnant de venjança i violència d'Eva.
La loba herida no és només una història d'emocions i doloroses realitats, és el drama de lluita d'una dona, que fa el que el seu cor li dicta, no important les conseqüències que això porti.

## Repartiment
- Mariela Alcalá - Roxana Soler
- Carlos Montilla - Macuto Algarbe
- Astrid Carolina Herrera - Isabel Campos / Álvaro Castillo / Lucero Gitano
- Julie Restifo - Eva Rudell de Castillo
- Elba Escobar - Franca Algarbe
- Javier Vidal - Martín Guzmán / Fernando del Paso
- Astrid Gruber - Ámbar Castillo
- Inés María Calero - Muñeca Sulbaran
- Luis Fernández - Daniel Algarbe
- Juan Carlos Gardié - Antonio Casanova
- Carolina Groppuso - Zuleima Camacho (La Grilla)
- Alma Ingianni - Carmela Campos / Constanza Ira
- Olimpia Maldonado - Julieta Sulbaran
- Yajaira Paredes - Gloria Landaeta
- Alberto Sunshine - Gustavo Sulbaran
- Gladys Cáceres - Érika Rudell
- Betty Ruth - Doña Rocío
- Martín Lantigua - Armando Castillo
- Jesús Nebot - Joaquín Sotomayor
- María Elena Flores - Doña Paca
- María Antonia Alarcón Arabia - Macarena
- Alexander Montilla - Guillermo Sulbaran
- Johnny Nessy - Saúl (El Burro)
- Marcelo Dos Santos Marcelo Galán
- Rodolfo Drago - Elias (Esposo de Celeste Soler)
- Oswaldo Mago
- Isabel Padilla
- Pedro Rentería - Marino Lobo
- José Ángel Ávila - Rodas Rudo
- Xavier Bracho - Patarepa
- Vilma Ramia - Argelia
- Indira Leal - Nelida
- María Medina
- Saúl Marín - Miguel El Bueno
- Yoletty Cabrera - Odalys
- Jorge Aravena - Cabrerita
- Jesús Seijas
- Deises Heras
- Oscar Abad - Pajarito
- Luis D. Zapata
- Virginia García
- Ricardo Álamo - Carlos Sulbaran
- José L. González
- José Luis García

## Premis i nominacions
- TP d'Or 1992 - Millor telenovel·la

## Versió
- En el 2005, Mèxic va realitzar una versió d'aquesta història sota el títol Contra viento y marea protagonitzada per Marlene Favela, Sebastián Rulli i Kika Edgar que va contar amb la producció de Nicandro Díaz per Televisa.